# 阿部正興
阿部 正興（あべ まさおき）は、上総佐貫藩の第2代藩主。佐貫藩阿部家3代。
享保19年（1734年）3月26日（または享保18年（1733年））、備後福山藩主阿部正福の四男として生まれる。
延享3年（1746年）1月に佐貫藩主阿部正鎮の養子となる。寛延2年（1749年）12月に従五位下・山城守に叙位・任官する。宝暦元年（1751年）の正鎮の死去により家督を継ぐ。宝暦7年（1757年）に因幡守に遷任する。
宝暦14年（1764年）3月11日に死去した。享年31（または32）。跡を養子の正賀（正鎮の実子）が継いだ。

## 系譜
父母
- 阿部正福（実父）
- 福地氏 - 側室（実母）
- 阿部正鎮（養父）

正室、継室
- 於雄、徳相院 - 阿部正鎮の長女（正室）
- 於状、浄影院 - 大久保忠胤の娘（継室）

子女
- 阿部正保室

養子
- 阿部正賀 - 阿部正鎮の三男